# Journée internationale des femmes
Pour les articles homonymes, voir IWD.
La Journée internationale des femmes (selon l'appellation officielle de l'ONU), également appelée journée internationale des luttes des droits des femmes par l'ONU Femmes, et par certains pays ou régions comme la France ou le Québec, est célébrée le 8 mars. C'est une journée internationale mettant en avant la lutte pour les droits des femmes et notamment pour la fin des inégalités femmes-hommes.
Cette journée est issue de l'histoire des luttes féministes menées sur les continents européen et américain. Le 28 février 1909, une « Journée nationale de la femme » (National Woman's Day) est célébrée aux États-Unis à l'appel du Parti socialiste d'Amérique. À la suite d'une proposition de Clara Zetkin en août 1910 à Copenhague, l'Internationale socialiste des femmes célèbre le 19 mars 1911 la première « Journée internationale des femmes » et revendique le droit de vote des femmes, le droit au travail et la fin des discriminations au travail. Depuis, des rassemblements et manifestations ont lieu tous les ans.
C'est la Russie soviétique qui est le premier pays à l'officialiser en 1921 en faisant un jour férié mais non chômé jusqu'en 1965. L'événement restera principalement cantonné aux pays du bloc socialiste jusqu'à la fin des années 1960, lorsqu'il sera repris par la deuxième vague féministe. Dans ce contexte, une Journée des femmes en Europe a été organisée en Belgique le 11 novembre 1972, en présence de Simone de Beauvoir, et a rassemblé 8 000 femmes. C'est finalement en 1977 que les Nations unies officialisent la journée, invitant tous les pays de la planète à célébrer une journée en faveur des droits des femmes. La « Journée internationale des femmes » fait ainsi partie des 87 journées internationales reconnues ou introduites par l'ONU. C'est une journée de manifestations à travers le monde : l’occasion de faire un bilan sur la situation des femmes dans la société et de revendiquer plus d'égalité en droits. Traditionnellement, les groupes et associations de femmes militantes préparent des manifestations partout dans le monde, pour faire aboutir leurs revendications, améliorer la condition féminine, fêter les victoires et les avancées.
Dans le langage populaire, le marketing ou les médias, elle est parfois désignée, de façon abusive, par l'expression « Journée de la femme », parfois assortie de l'adjectif « internationale » ou « mondiale ».

## Historique

### Une naissance dans la mouvance socialiste puis soviétique
Une première Journée nationale de la femme (« National Woman's Day ») a lieu le 28 février 1909 à l'appel du Parti socialiste d'Amérique. Cette journée est ensuite célébrée le dernier dimanche de février jusqu'en 1913,. En particulier, l'ouvrière socialiste Theresa Serber Malkiel eut un important rôle d'organisatrice dans ce mouvement.
En 1910 à Copenhague, lors de la IIe conférence internationale des femmes socialistes qui réunit une centaine de femmes venant de 17 pays différents, est adoptée l'idée d'une « Journée internationale des femmes » sur une proposition de Clara Zetkin (Parti social-démocrate d'Allemagne), sans qu'une date ne soit avancée,,. Cette journée est approuvée à l'unanimité d'une conférence réunissant 100 femmes socialistes en provenance de 17 pays. Le Journal du CNRS relève que « la Journée des femmes est donc l’initiative du mouvement socialiste et non du mouvement féministe pourtant très actif à l’époque », l'historienne Françoise Picq ajoutant que « c'est justement pour contrecarrer l’influence des groupes féministes sur les femmes du peuple que Clara Zetkin propose cette journée », rejetant « l’alliance avec les “féministes de la bourgeoisie” »,. Le texte de la résolution, approuvée par le congrès de la Deuxième Internationale, précise que « les femmes socialistes de tous les pays devraient l’organiser en collaboration avec les organisations politiques et syndicales » et que « l’objectif immédiat était d’obtenir le droit de vote », ce qui provoque « des perplexités » selon la chercheuse Alessandra Gissi « puisque les partis socialistes soutenaient sans enthousiasme la revendication du suffrage féminin ».
La première Journée internationale des femmes est célébrée l'année suivante, le 19 mars 1911, pour revendiquer le droit de vote des femmes, le droit au travail et la fin des discriminations au travail. En Allemagne, en Autriche, au Danemark et en Suisse, plus d'un million de personnes participe aux rassemblements.
Le 25 mars 1911, un incendie pendant une grève des couturières dans un atelier textile de Triangle Shirtwaist à New York tue 140 ouvrières, dont une majorité d'immigrantes italiennes et juives d'Europe de l'Est,,,, enfermées à l'intérieur de l'usine. Cette tragédie, liée à l'exploitation des femmes ouvrières, a un fort retentissement et est commémorée par la suite lors des Journées internationales des femmes qui font alors le lien entre lutte des femmes et mouvement ouvrier,.

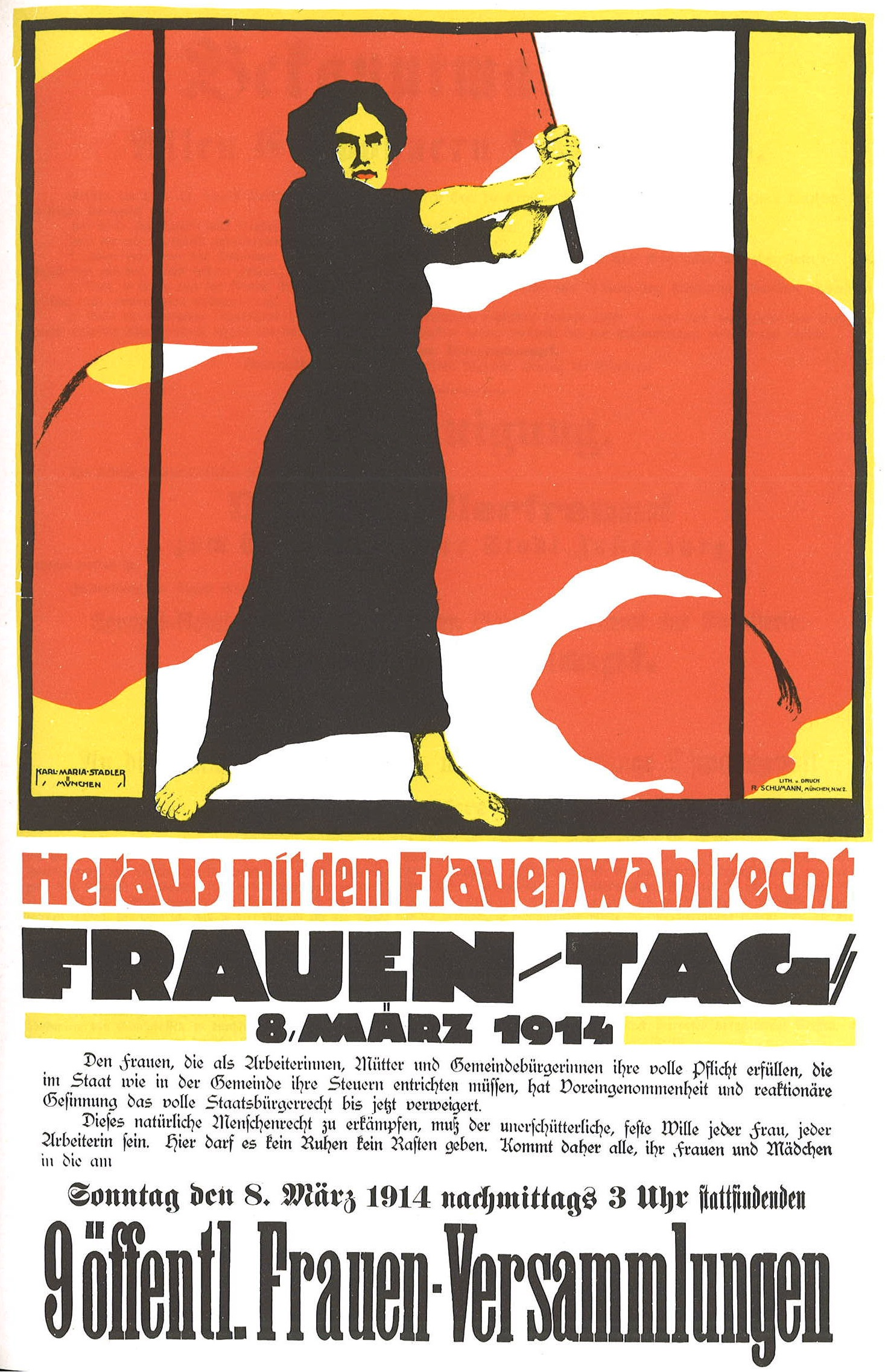
Affiche allemande de 1914.

De 1911 à 1915, des « journées internationales de la femme » ou « des ouvrières » sont célébrées dans plusieurs pays, notamment en Allemagne, en Autriche, en France et en Russie,,,. Le 8 mars 1914, les femmes socialistes organisent de nombreux événements à Berlin, en particulier pour revendiquer le droit de vote : selon la chercheuse Alessandra Gissi, il s'agit du « premier véritable 8 mars », mais « la date semble avoir été choisie par hasard »,. L’affiche dessinée pour l’occasion (ci-contre) est l’une des plus connues sur le sujet : elle se caractérise par des contrastes de couleurs d’inspiration expressionniste et le slogan « En avant avec le droit de vote aux femmes ! »
Le 8 mars 1917 (ou 23 février selon le calendrier julien alors en vigueur en Russie, donnant son nom à la Révolution de Février) ont lieu, à Petrograd, des manifestations d’ouvrières que les bolcheviks désignent comme le premier jour de la révolution russe,. La révolutionnaire Alexandra Kollontaï évoque une « journée internationale des ouvrières », « devenue une journée mémorable dans l’histoire », lors de laquelle des « femmes, ouvrières et épouses de soldats » ont « [exigé] du pain pour leurs enfants et le retour de leurs maris des tranchées ». Cet événement consacre la date du 8 mars en tant que Journée internationale de la femme : elle est désormais l’occasion pour les partis communistes de mobiliser les femmes.
C'est en souvenir de cette première manifestation de la Révolution que, le 8 mars 1921, Lénine aurait décrété la journée « Journée internationale des femmes » (« Международный женский день »). Il n'est en fait pas certain que Lénine y soit pour quelque chose, ce serait plutôt la proposition d'une « camarade bulgare » de l'Internationale communiste. Par la suite, la journée est célébrée dans tout le bloc de l'Est.
Plusieurs pays célèbrent le 8 mars après la Seconde Guerre mondiale. En 1946, les pays de l'Est qui viennent de passer sous la coupe soviétique célèbrent la journée des femmes. La « greffe » de cette commémoration russe passe souvent par la propagande.[réf. nécessaire] La radio tchécoslovaque décrit alors, avec emphase, pour les citoyens tchécoslovaques, à quoi ressemble la journée des femmes à Moscou : « des avions apportent quotidiennement du mimosa, des violettes et des roses du Caucase et de Crimée […]. Les usines ont réservé des théâtres entiers uniquement pour leurs ouvrières. Les femmes sont des millions et des millions d’hommes, de pères, d’amants et de collègues de travail les couvrent de fleurs — littéralement — parce que la femme socialiste célèbre aujourd’hui sa fête, la fête de son émancipation ».

### En France
En France, un mythe au sujet de cette date naît en 1955 dans la presse et notamment dans un article du quotidien communiste L'Humanité relatant une manifestation de couturières new-yorkaises, un siècle auparavant, le 8 mars 1857,. Cette information est relayée, chaque année, par la presse militante du PCF, de la CGT et des « groupes femmes » du Mouvement de libération des femmes[réf. nécessaire]. Mais cet événement n'a, en réalité, jamais eu lieu, le jour indiqué tombait même un dimanche. Selon une hypothèse étayée par Françoise Picq,, la journée du 8 mars 1857 est un mythe et l'initiative en revient à Madeleine Colin, féministe et secrétaire confédérale de la CGT : la commémoration étant depuis son origine encadrée par le PCF et ses organisations satellites, elle souhaite l'affranchir de cette tutelle communiste pour en faire la lutte des femmes travailleuses.
Toutefois, l'incendie du 25 mars 1911 est officiellement rappelé par la ville de New York et par l'ONU et, bien qu'il ne soit pas à l'origine de la naissance de la journée internationale de la femme, il a été cité ou commémoré dans les journées internationales des femmes, où l'on se réfère encore à la mémoire historique des luttes des femmes et du mouvement ouvrier international.
Le 8 mars 1982, à l'initiative du MLF et de la ministre déléguée aux Droits de la femme Yvette Roudy,, le gouvernement socialiste de François Mitterrand donne un statut officiel à la journée en France, bien qu'aucune loi ni décret ne le mentionne.

### Reconnaissance par les Nations unies

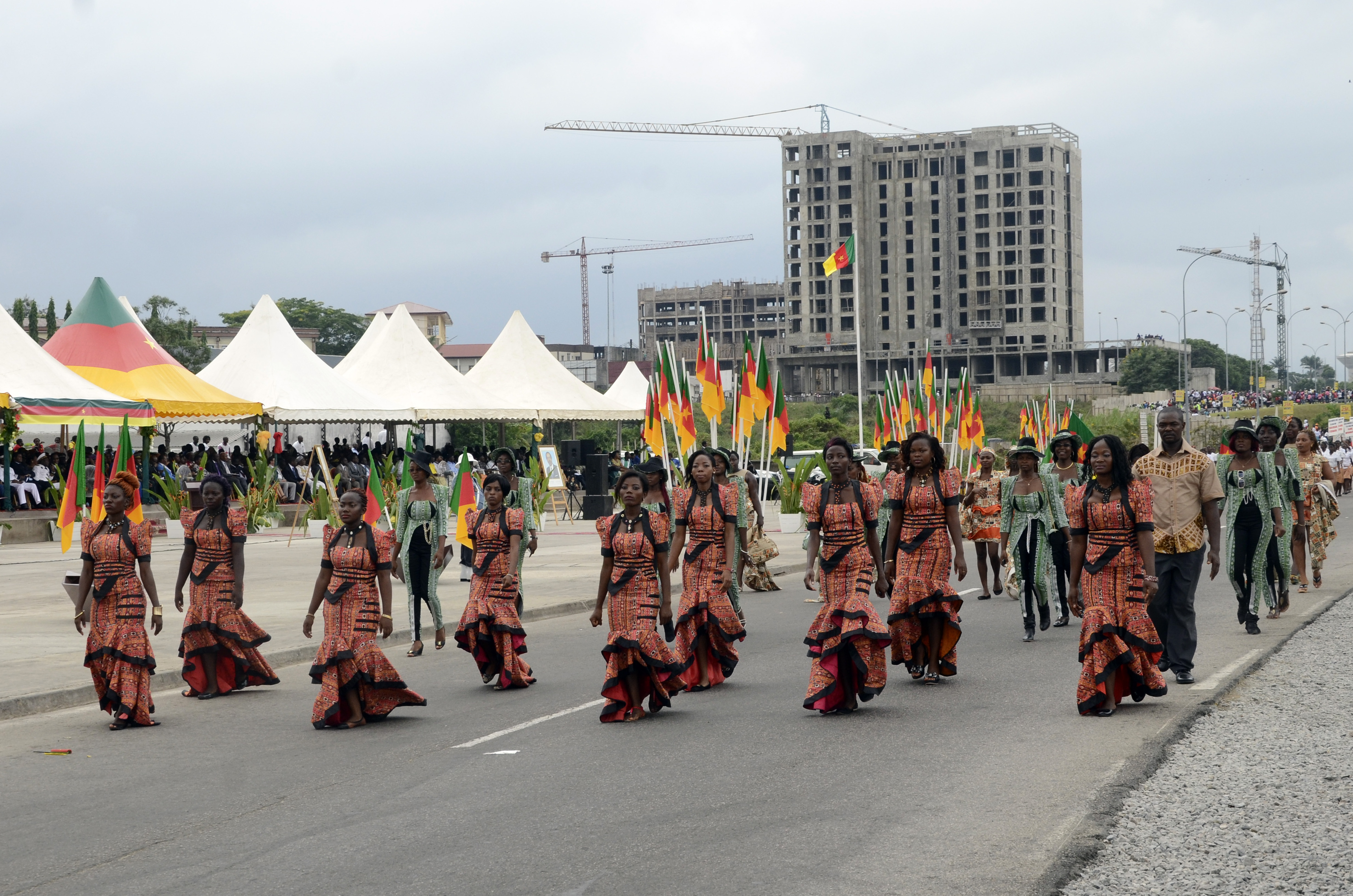
Journée internationale des femmes, 2015, au Cameroun.

Le 8 mars 1977, reprenant l'initiative communiste et à la suite de l'Année internationale de la femme de 1975, l’Organisation des Nations unies adopte une résolution enjoignant à ses pays membres de célébrer une « Journée des Nations unies pour les droits des femmes et la paix internationale » plus communément appelée par l'ONU « Journée internationale de la femme »,.

### Différentes appellations
Cette journée connaît différentes appellations, chacune d'entre elles véhiculant une certaine conception politique.
Les Nations unies et les autres organisations internationales qui en découlent avaient d'abord adopté comme désignation officielle « journée internationale de la femme » (« International Women's Day » en anglais) avant de corriger cette erreur de traduction, depuis 2016, pour « Journée internationale des Femmes ».
Certaines féministes critiquent un nom ambigu, qui permet la mise en avant des femmes tout en continuant à leur assigner un rôle dégradant. D'où les « opérations marketing sexistes » qui ont lieu à l'occasion du 8 mars, « [à] mille lieues du combat pour les droits des femmes ». C'est pour ne pas légitimer ces récupérations contre-productives que certaines institutions francophones parlent de « Journée internationale des droits des femmes ».
Olivier Perrin, du quotidien suisse Le Temps, dénonce aussi l'utilisation du singulier « la femme », qui selon lui, « induit une vision naturaliste ». En 2013, Najat Vallaud-Belkacem, ministre française des Droits des femmes, dénonce une « journée de « la » femme, qui mettrait à l’honneur un soi-disant idéal féminin (accompagné de ses attributs : cadeaux, roses ou parfums) » et souhaite « une journée de mobilisation […] pour rappeler que l’égalité femmes-hommes est une priorité ».

## Thèmes des Journées
Cette section ne s'appuie pas, ou pas assez, sur des sources secondaires ou tertiaires indépendantes du sujet. Le texte peut contenir des analyses inexactes ou inédites de sources primaires.
Pour l'améliorer, ajoutez-en, ou placez des modèles {{Source secondaire souhaitée}} ou {{Source secondaire nécessaire}} sur les passages mal sourcés. (juin 2025)

### Journée 1996
En 1996, l'ONU a introduit pour la première fois un thème pour célébrer la journée internationale de la femme : « Célébrer le passé, planifier l'avenir ». Alors que des grèves et des manifestations ont été l'origine de la JIF, elle est devenue une date pour célébrer Le chemin parcouru par les femmes dans l'économie, la politique et aussi pour sensibiliser à l'égalité entre les hommes et les femmes.

### Journée 1997
Pour l'année 1997, le thème officiel a été : « Les femmes à la table de la paix », Dans le cadre de la célébration de la journée internationale de la femme, le Département de l'information des Nations Unies, en coopération avec la Division de la promotion de la femme, a organisé  une réunion-debat, ouverte par Samir Sanbar, sous-secrétaire général à l'information. Un débat animé  par :
- Margaret Anstee (en), ancienne représentante spéciale du secrétaire général en Angola, auteure,
- Ana Guadalupe Martínez, vice-présidente de l'Assemblée nationale d'El Salvador,
- Gordana Knežević (en), journaliste et ancienne rédactrice-en-chef adjointe du quotidien de Sarajevo Oslobodjenje,
- Angela King (en), conseillère spéciale du secrétaire général sur les questions de sexo-spécificités[48].

### Journée 1998
Pour célébrer la cinquantenaire de la déclaration universelle de droit fe l'homme, le thème officiel de la journée internationale de la femme en 1998 a été : « Les femmes et les droits de l'homme ». En accord avec la conférence de Vienne et de Bejiing, le but est d'éliminer toutes les formes de discrimination à l'égard des femmes et l'amélioration de la condition des femmes.

### Journée 1999
Pour la dernière célébration au XXe siècle, le thème de la journée internationale de la femme a été : « L'égalité en faveur des femmes ». Ce thème se réfère à la maternité précoce des adolescentes, les femmes face aux drogues, la lutte des femmes contre la pauvreté et la santé mentale des femmes.

### Journée 2000
La première Journée internationale des femmes du XXIe siècle a été célébrée sur le thème : « Les femmes unies pour la paix ». Pour le secrétaire général de l'ONU Kofi Annan, les femmes sont mieux équipées que les hommes pour prévenir et résoudre les conflits.

### Journée 2001
En 2001, le thème de la Journée internationale de la femme été « Égalité des chances ».

### Journée 2002
Le vendredi 8 mars 2002, les Nations unies ont mis en lumière les conditions des femmes et fillettes de l'Afghanistan sur le thème « Les femmes afghanes aujourd’hui: réalités et opportunités ». Un événement organisé par la conseillère spéciale pour la parité entre les sexes et la promotion de la femme et par le Département de l’information, en collaboration avec le réseau interinstitutions des Nations Unies pour les femmes et la parité entre les sexes et le Fonds de développement des Nations Unies pour la femme (UNIFEM)

### Journée 2003
La Journée internationale de la femme 2003 a été célébrée au siège des Nations Unies sur le thème « La parité entre les sexes et les objectifs du Millénaire pour le développement ». « En ces temps difficiles, la poursuite de la parité est non seulement inséparable du développement mais elle est aussi un facteur clef pour la paix », a affirmé la secrétaire d’État aux Droits de la femme du Brésil, Emília Fernandes (en)

### Journée 2004
À l'occasion de la Journée internationale de la femme, le Programme alimentaire mondial (PAM) de l'ONU adopte en 2004 le thème « Les femmes au centre de la sécurité alimentaire ». Le secrétaire exécutif du PAM James T. Morris a indiqué qu'il fallait trouver les moyens d'alléger le travail des femmes, tout en les gardant au centre du processus, autrement dit leur donner plus de pouvoir sans les charger d'un fardeau trop lourd.

#### Journée 2005
Kofi Annan, secrétaire général de l'ONU, a déclaré que l'année 2005 constituait une occasion précieuse pour prendre des mesures spécifiques et ciblées sur un certain nombre de fronts, dont celui de la promotion de l’égalité entre les sexes. La Journée internationale de la femme de 2005 a été célébrée sur le thème : « La nécessité d'intégrer la dimension sexospécifique dans les politiques et programmes »

### Journée 2006
Le 8 mars 2006, la Journée internationale de la femme a pour thème « Les rôles de la femme dans la prise de décisions ». Le secrétaire général de l'ONU Kofi Annan a relevé « un certain nombre d'avancées en matière de représentation des femmes à travers le monde ». « En janvier de cette année, la proportion de femmes dans les Parlements nationaux a atteint un nouveau record à l'échelle planétaire ».

### journée 2007
Le thème de la journée internationale de la femme a été : « Mettre fin à l’impunité dont jouissent les auteurs de violence à l’égard des femmes et des filles ». Le secrétaire général de l'ONU Ban Ki-moon a proposé à l'Assemblée générale de mettre à son agenda annuel « les violences faites aux femmes et aux petites filles ».

### Journée 2008
La commémoration de la journée internationale de la femme de 2008 a été célébré sur le thème : « L'investissement axé sur les femmes et les filles » . Selon Lloyd Blankfein, président-directeur général de la Banque d’investissements Goldman Sachs, ce sont les femmes qui « dictent la loi de l’éducation de nos enfants »

### Journée 2009
Les Nations unies ont célébré la journée internationale de la femme de 2009 sous le thème :"Les femmes et les hommes unis pour mettre fin à la violence contre les femmes et les filles ".

### Journée 2010
L’année 2010 est marquée par le centenaire de la Journée des Femmes, par la 3e Marche mondiale des Femmes et, en France, par les 40 ans du Mouvement de libération des femmes. À cette occasion, de nombreuses manifestations sont organisées sur tous les continents pour dénoncer les inégalités qui perdurent entre les hommes et les femmes. Le thème officiel des Nations unies pour la JIF 2010 est : « Droits égaux - Opportunités égales : Progrès pour tous ». Le Comité international de la Croix-Rouge met l’accent sur les épreuves endurées par les femmes déplacées.

### Journée 2011
Le thème officiel des Nations unies pour la JIF 2011 est : « L'égalité d'accès à l'éducation, de formation et de la science et la technologie: vers un travail décent pour les femmes ». C'est aussi la première JIF pour ONU femmes, la nouvelle entité créée par l'Assemblée générale des Nations unies. L’année 2011 est marquée par le Printemps arabe et la lutte des femmes arabes pour leur émancipation. Le Comité international de la Croix-Rouge a appelé les États et les autres entités à ne pas relâcher leurs efforts visant à empêcher les viols et les autres formes de violence sexuelle qui, chaque année, portent atteinte à la vie et à la dignité d’innombrables femmes dans les zones de conflit du monde entier.

### Journée 2012
Le thème officiel des Nations unies pour la JIF 2012 est : « L’autonomisation des femmes rurales et leur rôle dans l’éradication de la pauvreté et de la faim, le développement et les défis actuels ».
À l’occasion de la Journée internationale des femmes en France, plusieurs milliers de personnes manifestent le jeudi 8 mars 2012 à Paris. La veille, le collectif de 45 associations Les Féministes en Mouvement a reproché au président Nicolas Sarkozy et au gouvernement de mener une politique qui est une « catastrophe pour toutes les femmes » et a interpellé les candidats à l’élection présidentielle : « l’égalité, c’est maintenant ! ».
Le Comité international de la Croix-Rouge lance un appel à de nouvelles actions visant à aider les femmes dont un proche est porté disparu, afin de leur permettre de retrouver dignité et espoir.

### Journée 2013
Le thème officiel des Nations unies pour la JIF 2013 est : « Une promesse est une promesse : il est temps de passer à l’action pour mettre fin à la violence à l’égard des femmes ». Le gouvernement français lance une importante campagne « Le 8 mars, c'est toute l'année » pour sensibiliser et mobiliser tous les secteurs de la société en faveur des droits des femmes.

### Journée 2014
Le thème officiel des Nations unies pour la JIF 2014 est : « L’égalité pour les femmes, c’est le progrès pour toutes et tous ».

### Journée 2015
Le thème officiel des Nations unies pour la JIF 2015, dans le cadre de sa campagne Beijing+20 : « Autonomisation des femmes – Autonomisation de l’humanité : Imaginez ! ». Les gouvernements, militantes et militants à travers le monde commémoreront le 20e anniversaire de la Déclaration et le Programme d’action de Pékin, une feuille de route historique qui établit le programme d’action pour la réalisation des droits des femmes.

### Journée 2016
Le thème officiel des Nations unies pour la JIF 2016 est : « Planète 50-50 d’ici 2030 : Franchissons le pas pour l’égalité des sexes ». Depuis 2016, le Comité ONU Femmes France s'efforce de corriger l'erreur de traduction onusienne qui parlait des femmes au singulier. L'appellation officielle de l'ONU francophone est depuis : « Journée internationale des Femmes ».

### Journée 2017
Le thème officiel des Nations unies pour la JIF 2017 est : « les femmes dans un monde du travail en évolution : pour un monde 50-50 en 2030 ». La Journée internationale des femmes de l'année 2017 prend une tournure plus militante : 50 pays dans le monde lancent une grève internationale des femmes, un appel notamment soutenu par la militante Tithi Bhattacharya.

### Journée 2018
Le thème officiel des Nations unies pour la JIF 2018 est « L’heure est venue : les activistes rurales et urbaines transforment la vie des femmes. »

### Journée 2019
Le thème retenu par les Nations unies pour la JIF 2019 est « Penser équitablement, bâtir intelligemment, innover pour le changement », l'objectif étant de réfléchir aux moyens innovants permettant de faire progresser l’égalité des sexes et l’autonomisation des femmes, notamment dans les systèmes de protection sociale, l’accès aux services publics et la construction d’infrastructures durables.

### Journée 2021
Le thème de la Journée internationale des femmes en 2021 est « Leadership féminin : Pour un futur égalitaire dans le monde de la Covid-19 », célèbre les efforts considérables déployés par les femmes et les filles partout dans le monde pour façonner un futur et une relance plus égalitaires à la suite de la pandémie de Covid-19 et met en lumière les lacunes à combler.

### Journée 2022
Le thème défini par l'ONU pour la Journée internationale des femmes 2022 est « L'égalité aujourd'hui pour un avenir durable », qui vient « en reconnaissance de la contribution des femmes et des filles du monde entier qui mènent l’offensive quant à l’adaptation et la réponse aux changements climatiques et à leur atténuation, en faveur de la construction d’un avenir plus durable pour toutes les personnes », selon l'ONU Femmes,. Quelques jours plus tard, du 14 au 25 mars 2022, l'ONU organisera la 66e session de la Commission de la condition de la femme (CSW66),.

### Journée 2023
L'édition 2023 de la Journée internationale des femmes « se déroule sous le thème de l'innovation et des technologies pour l'égalité des sexes : pour un monde digital inclusif. Il permet de saluer et de célébrer les femmes et les filles qui défendent l'avancement de la technologie transformatrice et de l'éducation numérique. La célébration explore l'impact de l'écart numérique entre les sexes sur l'élargissement des inégalités économiques et sociales, et permet de mettre également en lumière l'importance de protéger les droits des femmes et des filles dans les espaces numériques et de lutter contre la violence sexiste en ligne, facilitée par les technologies de l'information et de la communication (TIC). »

### Journée 2024
Pour l'année 2024, les Nations unies ont choisi comme thème « Investir en faveur des femmes : accélérer le rythme ». Cinq axes ont été mis en évidence : investir en faveur des femmes : une question des droits humains ; mettre fin à la pauvreté ; mettre en œuvre un financement tenant compte du genre ; passer à une économie verte et une société de soins ; soutenir les agents de changement féministe.

### Journée 2025
Cette section ne s'appuie pas, ou pas assez, sur des sources secondaires ou tertiaires indépendantes du sujet. Le texte peut contenir des analyses inexactes ou inédites de sources primaires.
Pour l'améliorer, ajoutez-en, ou placez des modèles {{Source secondaire souhaitée}} ou {{Source secondaire nécessaire}} sur les passages mal sourcés. (juin 2025)
Pour l'année 2025, le thème défini par les Nations unies pour la Journée internationale des femmes est « Pour TOUTES les femmes et les filles : droits, égalité et autonomisation ». L'ONU demande aux États de mettre en marche des actions susceptibles qui favorisent l'égalité des droits, du pouvoir et des chances pour tous, ainsi qu'un avenir féministe où personne n'est laissé pour compte. ONU Femmes propose des actions pour l'avancement dans l'égalité des sexes, notamment en facilitant l'accès des filles au numérique.

## Célébrations dans le monde

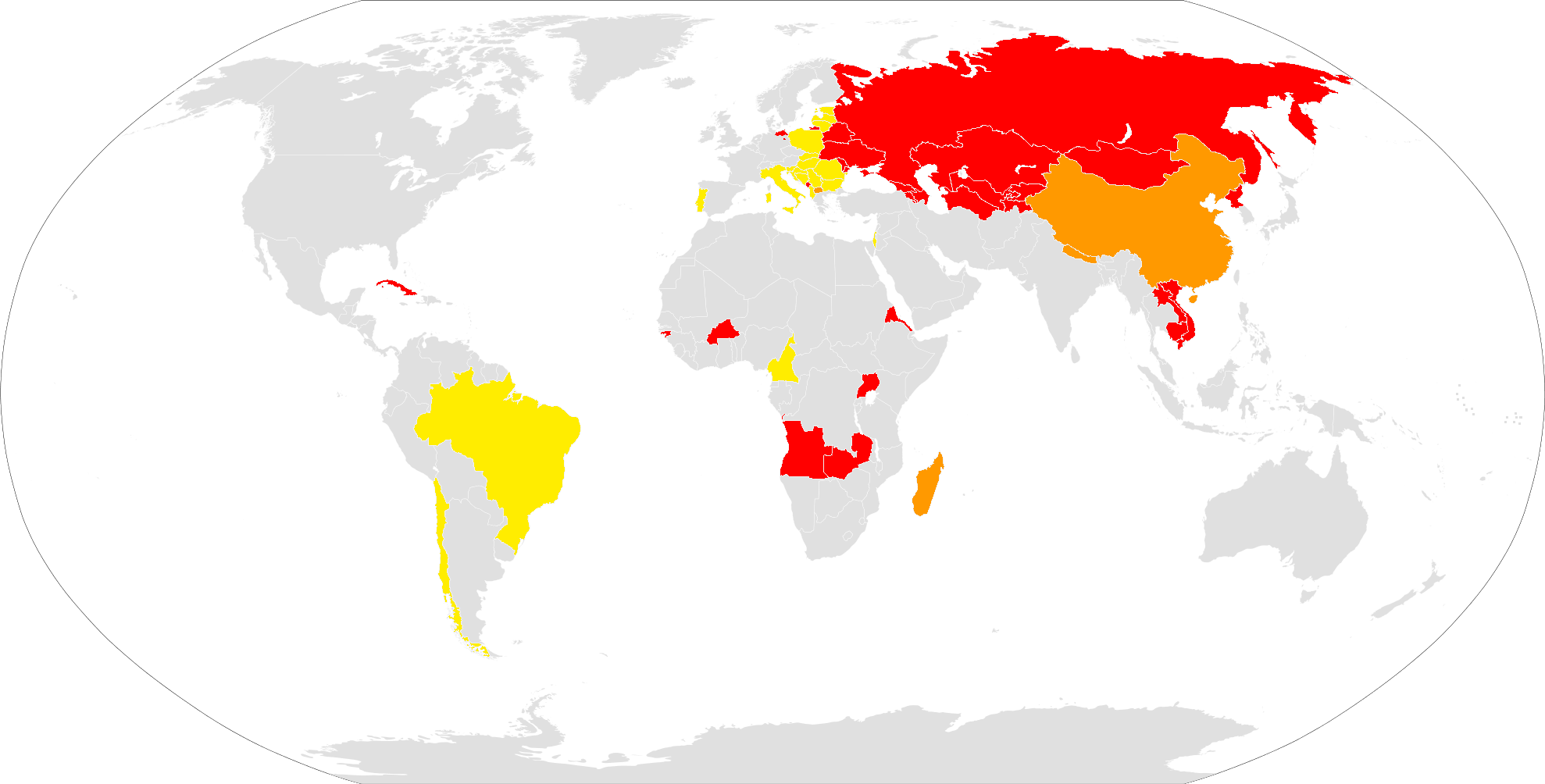
Rouge : jour férié. Orange : jour férié pour les femmes. Jaune : jour férié non officiel.

La Journée internationale des femmes (JIF) est un jour férié dans les pays suivants
- Allemagne[81] (Berlin uniquement)
- Angola
- Arménie[82]
- Azerbaïdjan[83]
- Biélorussie[84]
- Burkina Faso[85]
- Cambodge[86]
- Cameroun[80]
- Chine (femmes seulement)[87]
- Congo (RDC)
- Cuba[88]
- Géorgie[89]
- Guinée-Bissau[80]
- Érythrée[80]
- Kazakhstan[90]
- Kirghizistan[91],
- Laos[92]
- Macédoine du Nord (femmes seulement)
- Madagascar (femmes seulement)[93]
- Moldavie[94]
- Mongolie[95]
- Népal (femmes seulement)[80]
- Ouganda[80]
- Ouzbékistan[96]
- Russie[80]
- Tadjikistan[80]
- Turkménistan[80]
- Ukraine[80]
- Vietnam[97]
- Zambie[98]

Au Burkina Faso, au Cambodge, en Algérie , au Laos, en Russie, en Ukraine, en Moldavie, en Azerbaïdjan, en Arménie, en Ouzbékistan, au Kirghizistan et en Biélorussie, la Journée internationale des femmes est décrétée jour férié. Ce jour-là, des fleurs ou de menus cadeaux sont traditionnellement offerts aux femmes.
En Tunisie, le 13 août est la fête des femmes. Cette date est capitale puisqu’elle correspond à l’anniversaire du Code du statut personnel (CSP), promulgué le 13 août 1956, soit un an avant la proclamation de la République, et juste quelques mois après l'indépendance. La journée du 13 août est aussi décrétée jour férié.
Perçue plus comme une survivance communiste que comme une véritable émanation du mouvement féministe, la Journée de la femme est abolie en tant que jour férié en République tchèque en 2008, sans que réagissent la société civile ni les associations féministes. Seul le Parti communiste de Bohême et Moravie a exprimé son opposition au projet de loi.
Le 8 mars 2018 en Espagne, près de 5 millions de personnes suivent l'appel à la grève et aux rassemblements lancé par les mouvements féministes.

Journée internationale des femmes
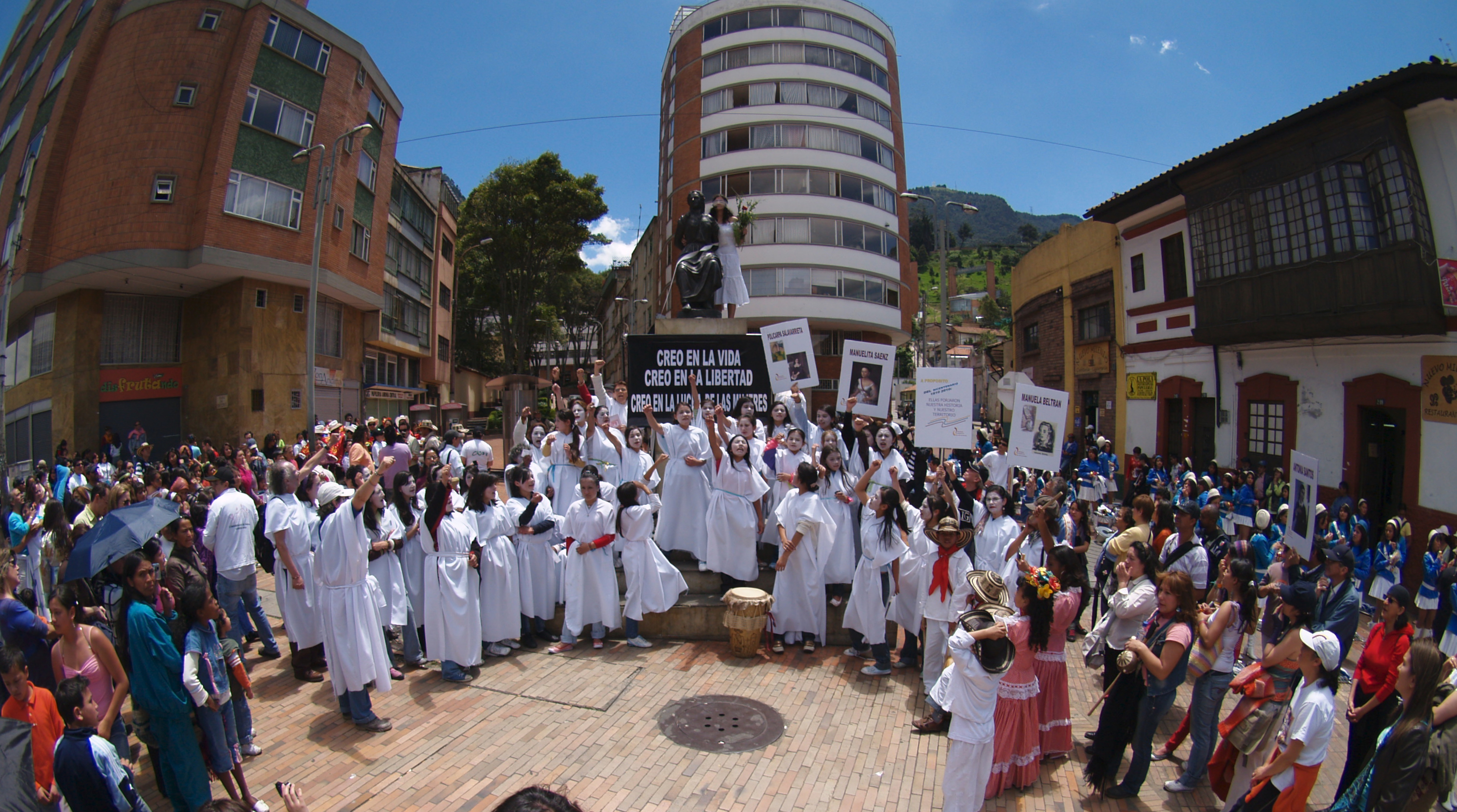
Bogota (Colombie), 2009.
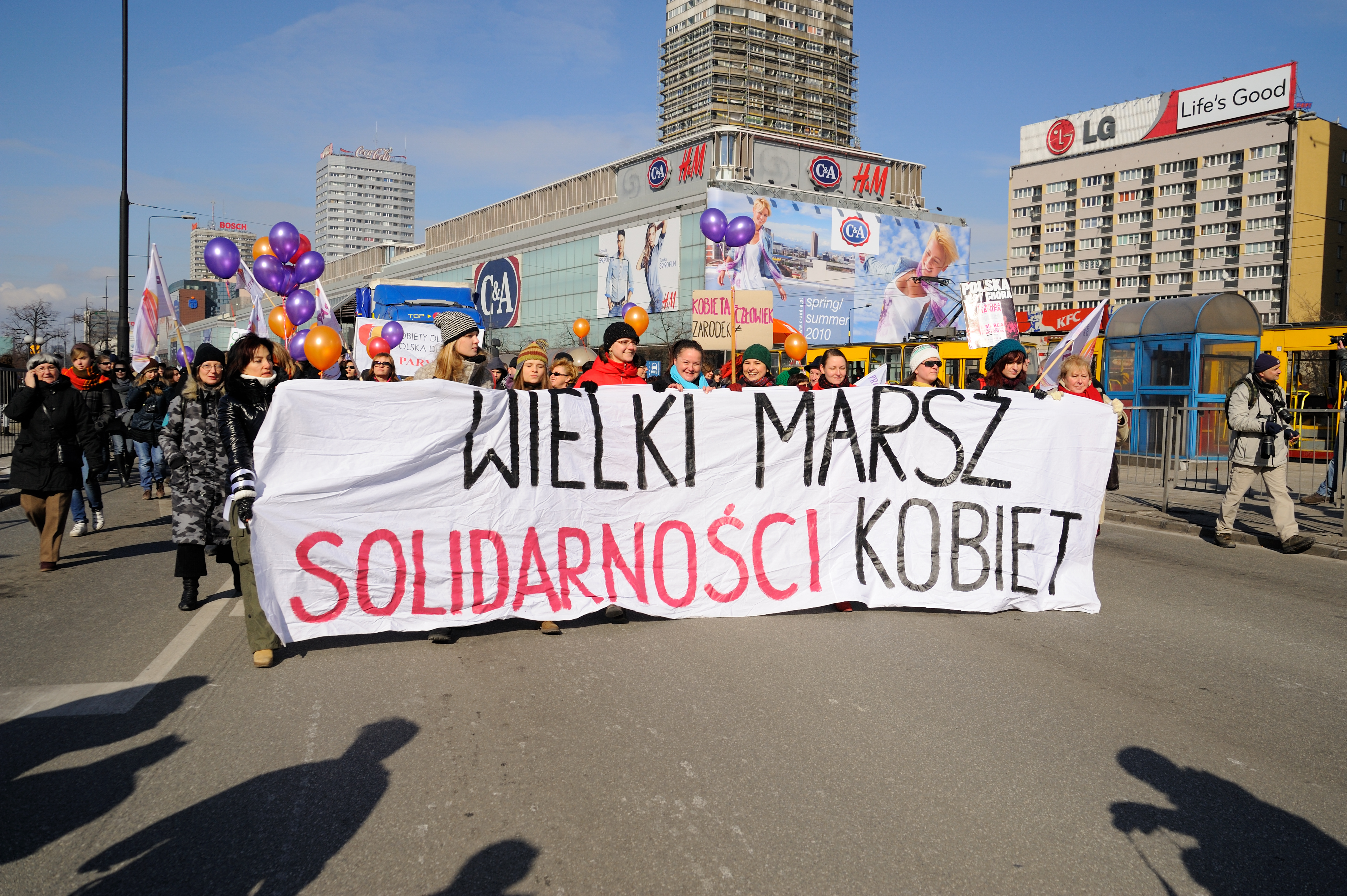
Varsovie (Pologne), 2010.
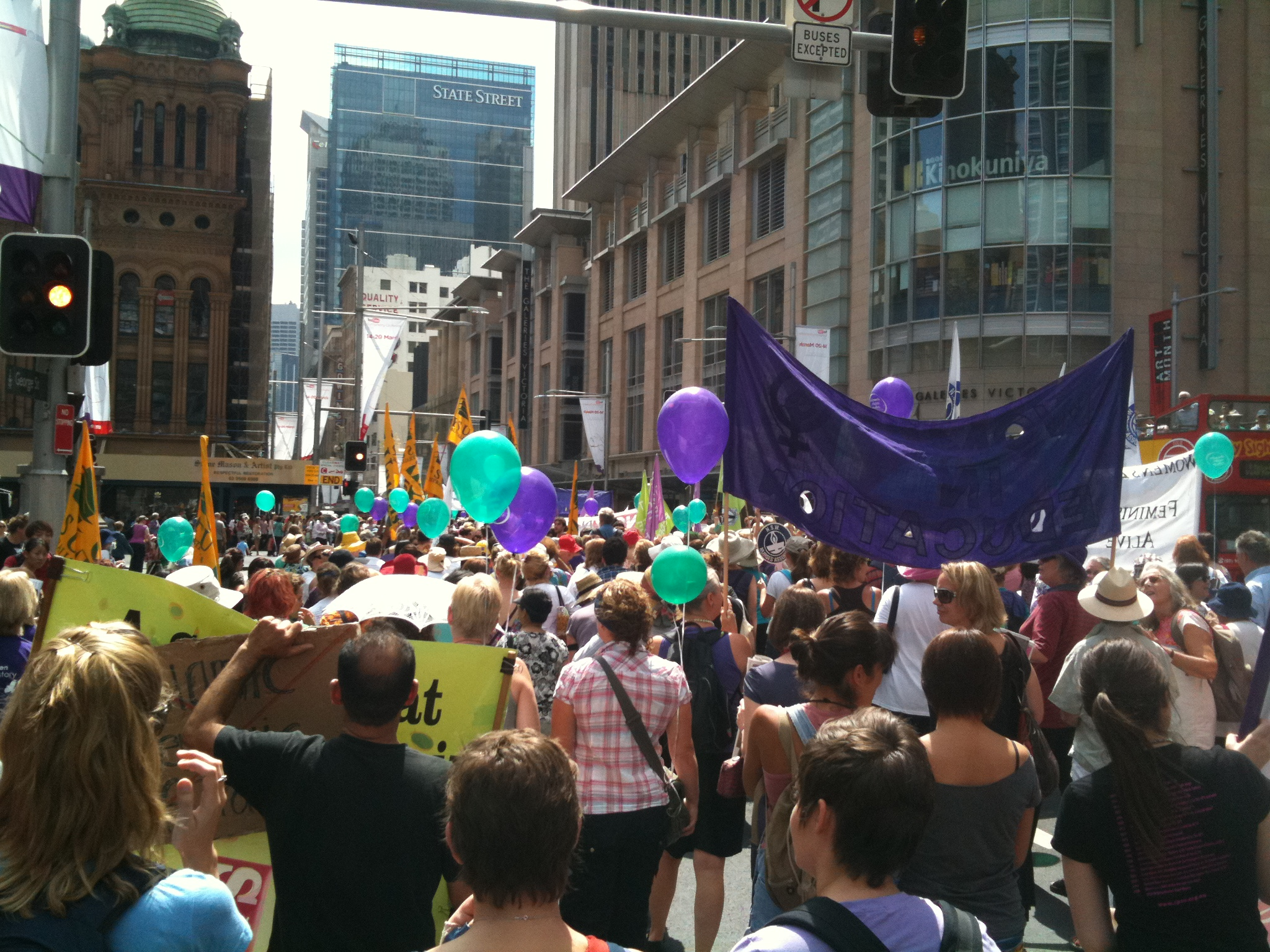
Sydney (Australie), 2011.
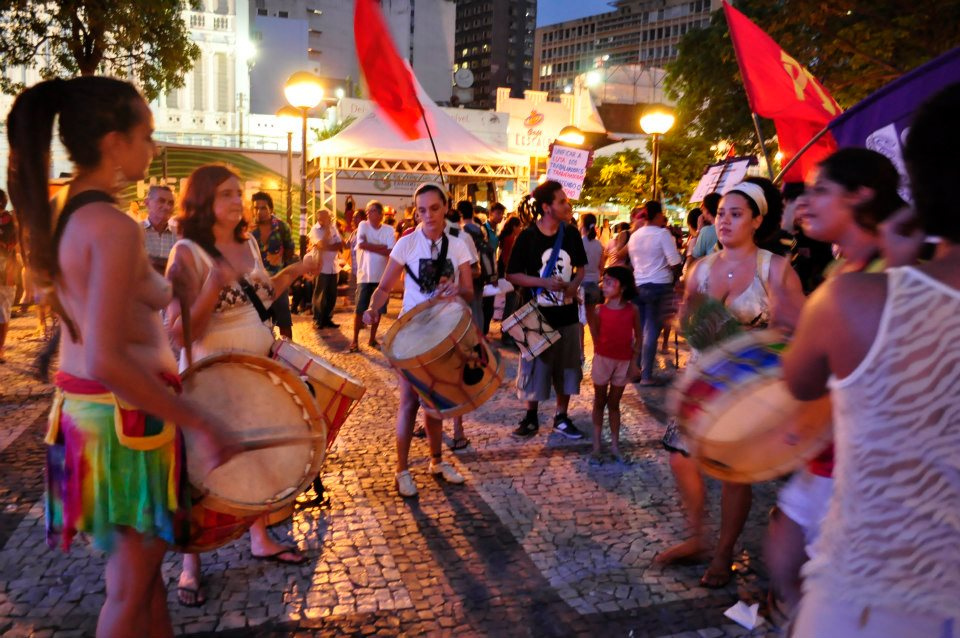
Brésil, 2013.
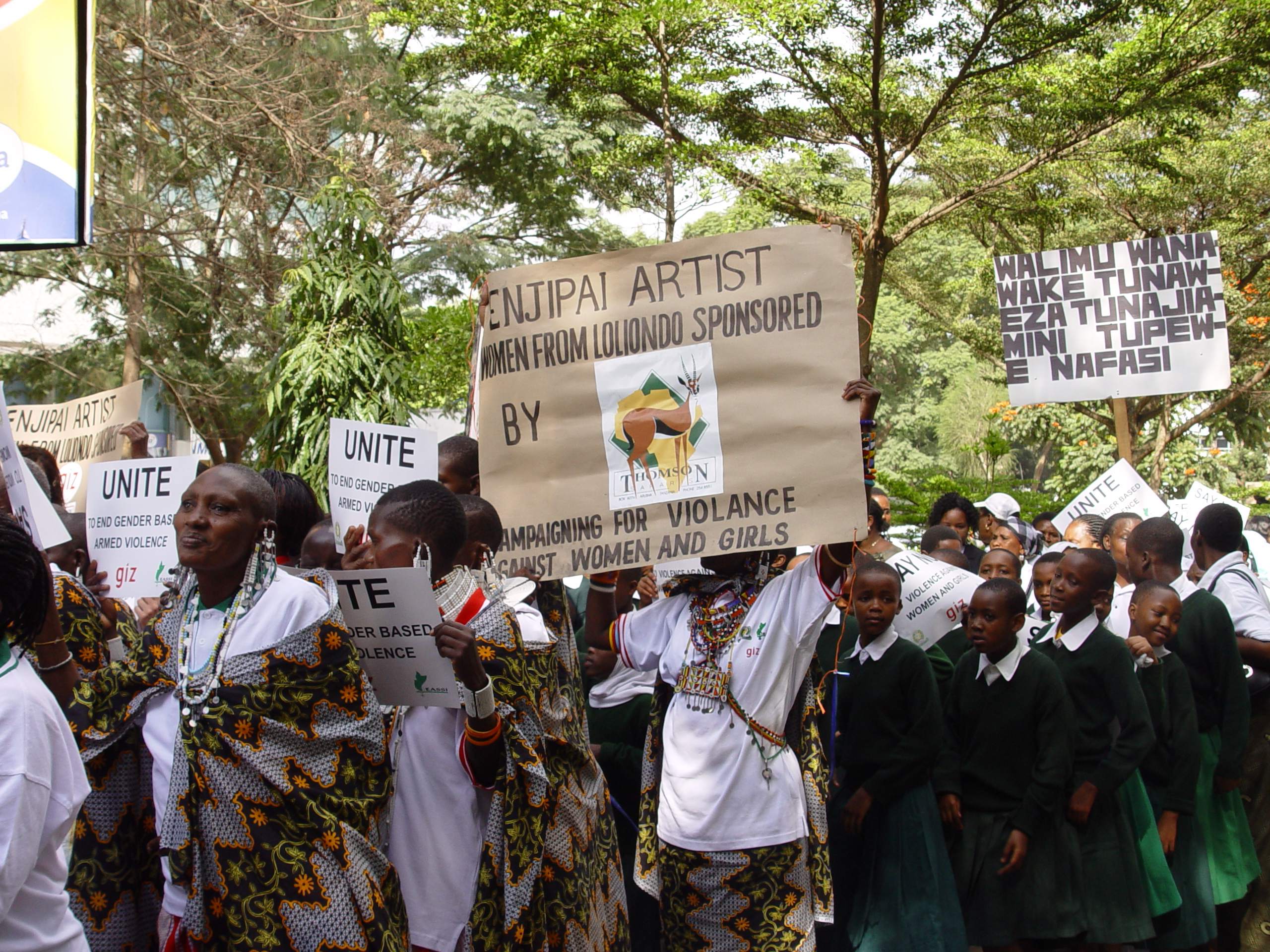
Arusha (Tanzanie), 2012.
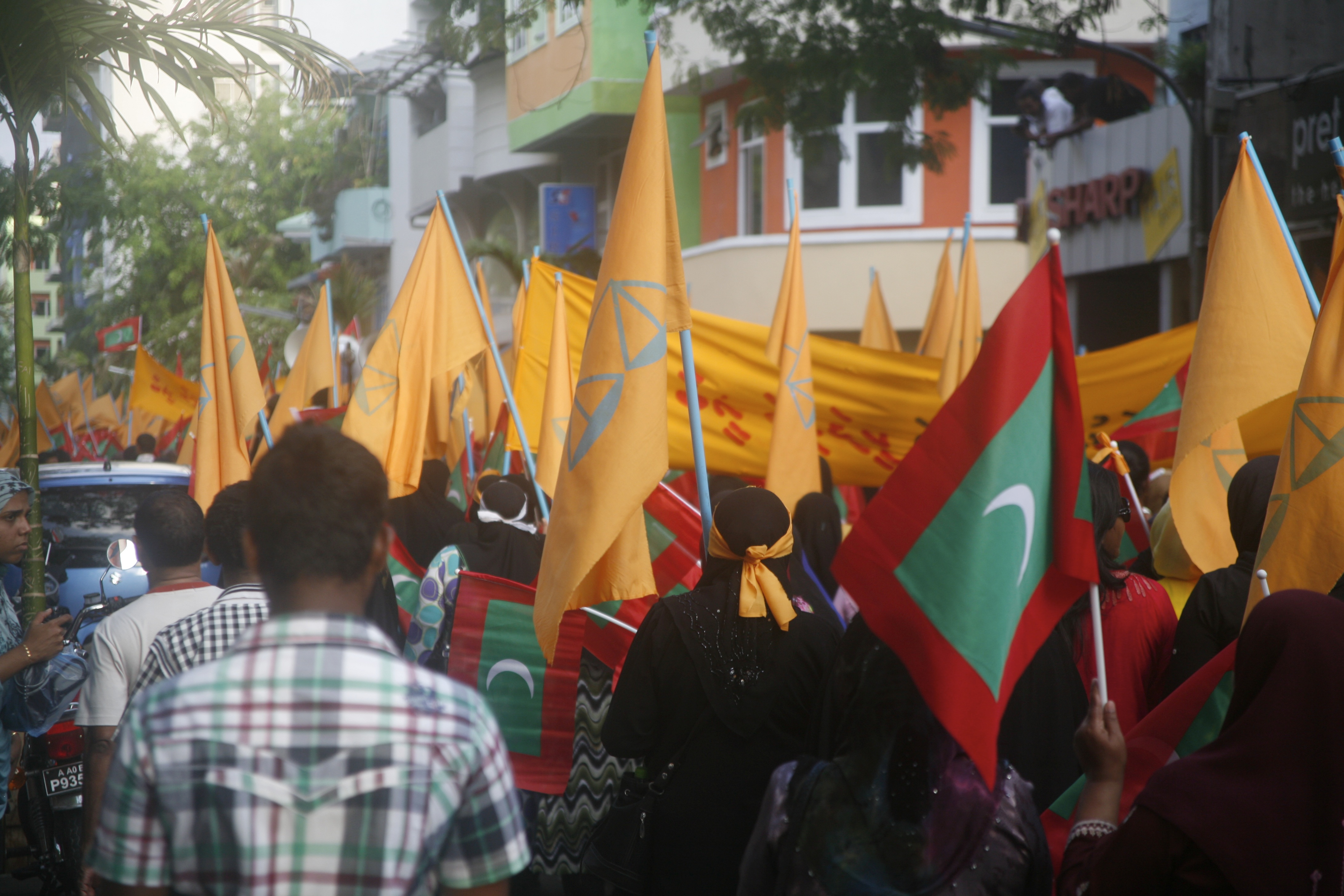
Maldives, 2012.
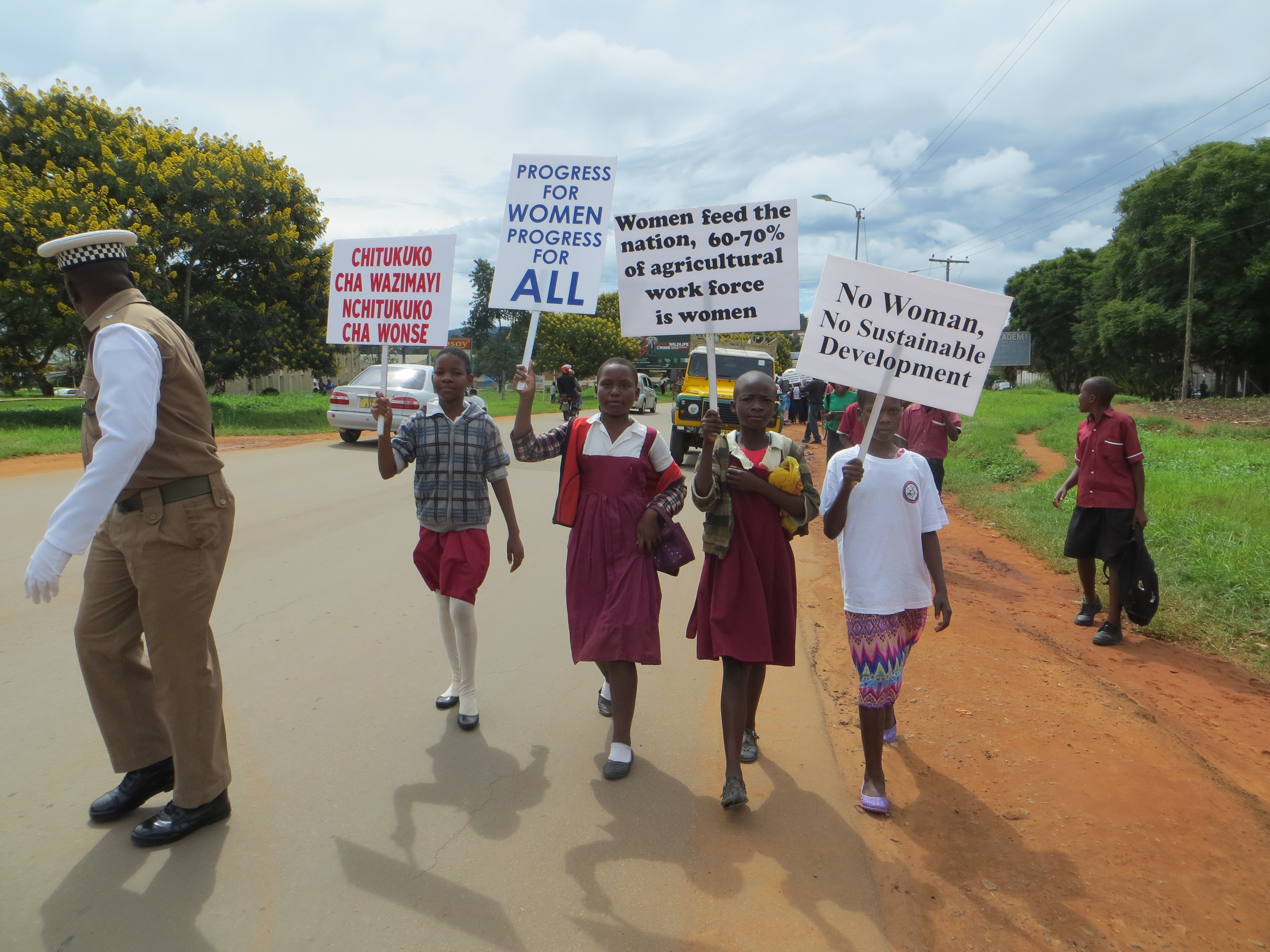
Malawi, 2016.
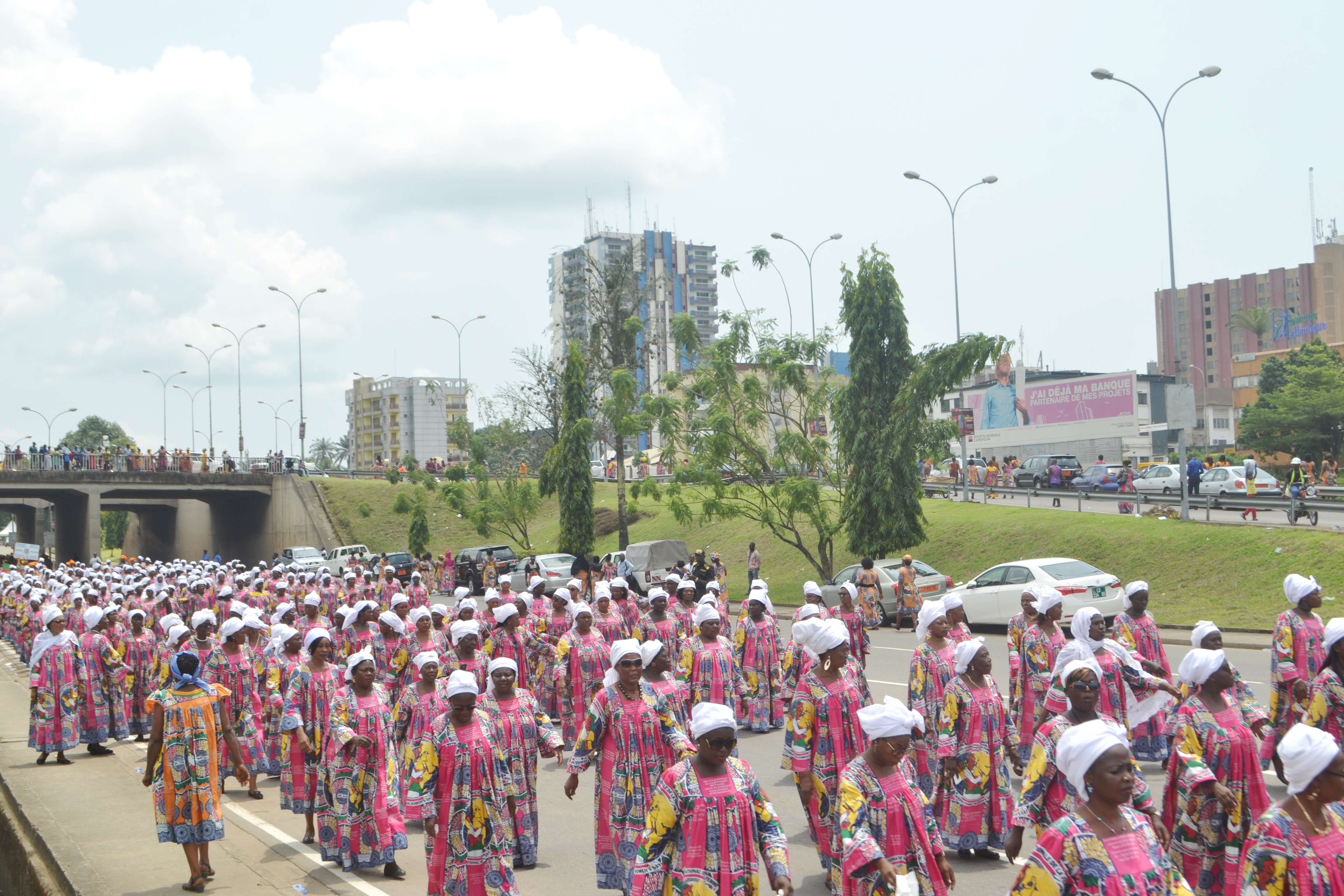
Cameroun, 2018.
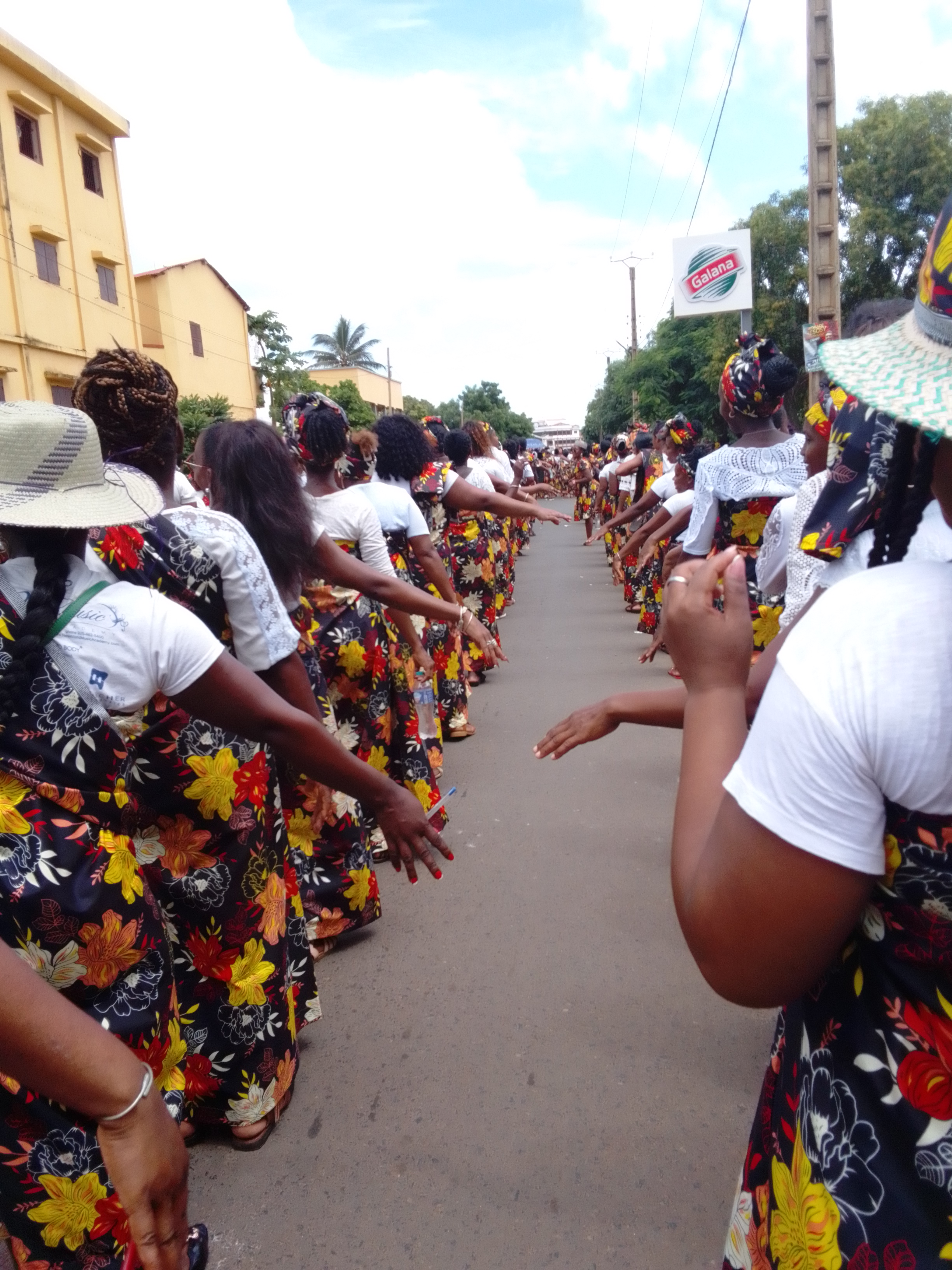
Antsiranana (Madagascar), 2024.

## Autres Journées des femmes
- 6 février : Journée internationale de la tolérance zéro à l'égard des mutilations génitales féminines
- 11 février : Journée internationale des femmes et des filles de science
- 14 avril : Cake and Cunnilingus Day
- 28 septembre : Journée internationale pour le droit à l'avortement
- 11 octobre : Journée internationale des droits des filles
- 25 novembre : Journée internationale pour l'élimination de la violence à l'égard des femmes
- 6 décembre : Journée nationale de commémoration et d'action contre la violence faite aux femmes

## Critiques et marketing
La Journée internationale des femmes est régulièrement et abusivement appelée « journée de la femme », notamment dans le marketing ou les médias. Alors que le 8 mars est fait pour « informer, interpeller, sensibiliser les citoyens sur les inégalités et les discriminations que vivent encore les femmes aujourd'hui », certaines personnes, tel le militant féministe Naëm Bestandji, déplorent que cette transformation en « Fête de la femme » « détourne l'objectif du 8 mars à l'avantage du machisme et du patriarcat ». Bestandji critique également les opérations commerciales organisées ce jour, comme les entrées gratuites pour les femmes ou les promotions qui leur sont accordées. Les messages de bonne fête adressés aux femmes sont, toujours selon Naëm Bestandji, dans cette même logique. La journaliste Fiona Schmidt partage le même constat et incite à « ne surtout pas participer » à cette « parodie d'empowerment ».